# Tournée de l'équipe d'Australie de rugby à XIII en 1978
| \| 1. Swansea 2. Wigan 3. Bradford 4. Leeds \| Les quatre test-matchs disputés au Royaume-Uni. |
| 1. Swansea 2. Wigan 3. Bradford 4. Leeds                                                       |

| \| 1. Carcassonne 2. Toulouse \| Les deux test-matchs disputés en France. |
| 1. Carcassonne 2. Toulouse                                                |

La tournée de l'équipe d'Australie de rugby à XIII en 1978 est la quatorzième tournée en Grande-Bretagne et la neuvième en France. Elle s'effectue donc en Grande-Bretagne et en France entre septembre et décembre 1978. Entraînée par Frank Stanton (en) et sous le capitanat de Bob Fulton, la sélection australienne, surnommée les « Kangaroos », remporte une première rencontre contre le pays de Galles avant d'effectuer les « Ashes » victorieuse de deux des trois rencontres contre la Grande-Bretagne puis de se déplacer en France où l'Australie conclue par deux défaites contre l'équipe de France. Il s'agit de la dernière tournée perdante de l'Australie qui depuis n'a été vaincue qu'au Tri-Nations 2005, la Coupe du monde 2008, le Tournoi des Quatre Nations 2010 et le Tournoi des Quatre Nations 2014 par la Nouvelle-Zélande à chaque reprise, c'est la dernière fois également que la France domine la sélection australienne. En plus de ses six rencontres officielles, l'Australie affrontent certains clubs et sélections régionales. Comme les  Catalans de France le 22 novembre 1978 (victoire de l'Australie 26-15). 
Cette tournée se situe entre celle de 1973 et 1982. 

## Historique

### Préambule
La tournée des Kangaroos 1978 est la première tournée depuis 1973. Elle se déroule après une saison de Championnat de Nouvelle-Galles du Sud 1978 qui a du être prolongé en raison d'une finale rejouée pour cause d'égalité entre Cronulla-Sutherland et Manly-Warringah.

### Composition de l'équipe d'Australie
L'équipe d'Australie est entraîné par Frank Stanton (en), ce dernier est également l'entraîneur de City, Nouvelle-Galles du Sud et de Manly-Warringah qui ont toutes été victorieuses en cette année 1978. Le capitaine désigné pour cette tournée est Bob Fulton de Eastern Suburbs et ancien capitaine de Manly-Warringah lors de leur titre de Nouvelle-Galles du Sud en 1976. Le vice-capitaine est l'arrière de Cronulla-Sutherland Greg Pierce. L'un des vainqueurs du Championnat de Nouvelle-Galles du Sud avec Manly John Harvey décline la sélection pour des raisons personnelles créant une controverse, il est remplacé par son coéquipier de Manly Bruce Walker. Terry Randall décline également la sélection pour des raisons de santé et de récupération tout en avouant des regrets de ne pas pouvoir s'y rendre. Enfin, Russel Gartner décline également la sélection en raison d'une blessure contractée (déchirure musculaire à la cuisse) lors de la finale du Championnat de Nouvelle-Galles du Sud.
Sur les vingt-huit joueurs sélectionnés, seuls trois joueurs basés dans le Queensland sont présents dans la liste : Kerry Boustead, Rod Morris et Greg Oliphant. Deux anciens queenslanders sont également présents : Bruce Walker et Rod Reddy. À l'issue de cette tournée, Craig Young est désigné meilleur joueur de la tournée, Bob Fulton en est le meilleur marqueur d'essais et Michael Cronin le meilleur marqueur de points.
| Joueur           | Club                          | Position(s)                     | Tests | Matchs | Essais | Buts | Drops | Points |
| ---------------- | ----------------------------- | ------------------------------- | ----- | ------ | ------ | ---- | ----- | ------ |
| Chris Anderson   | Canterbury-Bankstown Bulldogs | Ailier                          | 5     | 13     | 4      | 0    | 0     | 12     |
| Kerry Boustead   | Innisfail Souths (Qld)        | Ailier                          | 5     | 15     | 6      | 0    | 0     | 18     |
| Les Boyd         | Western Suburbs Magpies       | Deuxième ligne, pilier          | 3     | 10     | 3      | 0    | 0     | 9      |
| Larry Corowa     | Balmain Tigers                | Ailier                          | 0     | 7      | 6      | 0    | 0     | 18     |
| Michael Cronin   | Parramatta Eels               | Centre                          | 5     | 17     | 4      | 65   | 0     | 142    |
| Graham Eadie     | Manly-Warringah Sea Eagles    | Arrière                         | 5     | 13     | 8      | 0    | 0     | 24     |
| Bob Fulton (c)   | Eastern Suburbs Roosters      | Demi d'ouverture, centre        | 5     | 15     | 9      | 0    | 2     | 29     |
| Geoff Gerard     | Parramatta Eels               | Pilier, deuxième ligne          | 5     | 13     | 3      | 0    | 0     | 9      |
| Johnny Gibbs     | Manly-Warringah Sea Eagles    | Demi de mêlée                   | 0     | 3      | 1      | 0    | 0     | 3      |
| Ron Hilditch     | Parramatta Eels               | Pilier, talonneur               | 1     | 9      | 1      | 0    | 0     | 3      |
| Steve Kneen      | Cronulla-Sutherland Sharks    | Deuxième ligne, troisième ligne | 0     | 6      | 2      | 0    | 0     | 6      |
| Max Krilich      | Manly-Warringah Sea Eagles    | Talonneur                       | 2     | 9      | 2      | 0    | 0     | 6      |
| Steve Martin     | Manly-Warringah Sea Eagles    | Demi de mêlée                   | 1     | 11     | 4      | 0    | 0     | 12     |
| Allan McMahon    | Balmain Tigers                | Arrière, ailier, centre         | 0     | 11     | 9      | 1    | 0     | 29     |
| Rod Morris       | Eastern Suburbs Tigers (Qld)  | Pilier                          | 2     | 12     | 2      | 0    | 0     | 6      |
| Greg Oliphant    | Redcliffe Dolphins (Qld)      | Demi de mêlée                   | 0     | 4      | 0      | 0    | 0     | 0      |
| Graham Olling    | Parramatta Eels               | Pilier                          | 3     | 10     | 2      | 0    | 0     | 6      |
| George Peponis   | Canterbury-Bankstown Bulldogs | Talonneur                       | 2     | 8      | 6      | 0    | 0     | 18     |
| Greg Pierce (vc) | Cronulla-Sutherland Sharks    | Deuxième ligne, troisième ligne | 1     | 4      | 0      | 0    | 0     | 0      |
| Ray Price        | Parramatta Eels               | Troisième ligne                 | 5     | 12     | 2      | 0    | 0     | 6      |
| Tommy Raudonikis | Western Suburbs Magpies       | Demi de mêlée                   | 5     | 15     | 4      | 0    | 0     | 12     |
| Rod Reddy        | St. George Dragons            | Deuxième ligne, troisième ligne | 3     | 13     | 4      | 0    | 0     | 12     |
| Steven Rogers    | Cronulla-Sutherland Sharks    | Centre                          | 4     | 14     | 8      | 22   | 0     | 68     |
| Ian Schubert     | Eastern Suburbs Roosters      | Ailier, arrière                 | 0     | 11     | 5      | 0    | 0     | 15     |
| Alan Thompson    | Manly-Warringah Sea Eagles    | Demi d'ouverture                | 3     | 13     | 4      | 0    | 0     | 12     |
| Ian Thomson      | Manly-Warringah Sea Eagles    | Pilier                          | 2     | 15     | 0      | 0    | 0     | 0      |
| Bruce Walker     | Manly-Warringah Sea Eagles    | Deuxième ligne, pilier          | 0     | 8      | 4      | 0    | 0     | 12     |
| Craig Young      | St. George Dragons            | Pilier                          | 5     | 16     | 2      | 0    | 0     | 6      |

## Étape en Grande-Bretagne

### Victoire contre le pays de Galles
St Helens Ground, Swansea, Pays de Galles, 15 octobre 1978
Points marqués :
- Pays de Galles : 1 but de David Watkins (1).
- Australie : 2 essais de Bob Fulton et Tommy Raudonikis ; 1 but de Michael Cronin (1).

Composition des équipes
- Pays de Galles : Watkins (cap.) - Sullivan, Willicombe, Cunningham, Bevan - Francis, Woods - Mills, Fisher, James, Shaw, Skerrett, Mathias - Entraîneur : Kel Coslett.
- Australie : Eadie - Schubert, Cronin, Rogers, Boustead - Fulton (cap.), Raudonikis - Olling, Peponis, Thomson, Pierce, Reddy, Price - Young, Thompson - Entraîneur : Frank Stanton (en).

La sélection galloise rencontre l'Australie au St Helens Rugby and Cricket Ground de Swansea au pays de Galles, il s'agit du treizième et dernier match de rugby à XIII disputé dans ce stade qui a entre autres accueilli des rencontres de la Coupe du monde 1975. 4 250 spectateurs prennent place pour cette rencontre, la première officielle de la tournée australienne. Cette rencontre est marquée par la blessure au genou du vice-capitaine Greg Pierce qui ne jouera plus aucun match de la tournée par la suite.
Cette rencontre n'a pas une valeur de Test Match mais d'un match non officiel.

### Série victorieuse contre la Grande-Bretagne

#### Test 1
Central Park , Wigan, Angleterre, 21 octobre 1978
Points marqués :
- Grande-Bretagne : 1 esaai de John Bevan ; 3 buts de George Fairbairn.
- Australie : 2 essais de Kerry Boustead et Bob Fulton ; 4 buts de Michael Cronin (4), 1 drop de Bob Fulton.

Composition des équipes
- Grande-Bretagne : Fairbairn - Wright, Hughes, Cunningham, Bevan - Millward (cap.), Nash - Thompson, Ward, Rose, Nicholls, Casey, Norton - Holmes, Hogan - Entraîneur : Peter Fox.
- Australie : Eadie - Boustead, Rogers, Cronin, Anderson - Fulton (cap.), Raudonikis - Olling, Krilich, Young, Gerard, Reddy, Price - Kneen - Entraîneur : Frank Stanton.

#### Test 2
Odsal Stadium, Bradford, Angleterre, 5 novembre 1978
Points marqués :
- Grande-Bretagne : 2 essais de Stuart Wright ; 6 buts de George Fairbairn.
- Australie : 2 essais de Ray Price et Steve Rogers ; 4 buts de Steve Rogers (4).

Composition des équipes
- Grande-Bretagne : Fairbairn - Wright, Joyner, Dyl, Atkinson - Millward (cap.), Nash - Mills, Fisher, Lockwood, Nicholls, Lowe, Norton - Holmes, Rose - Entraîneur : Peter Fox.
- Australie : Eadie - Boustead, Rogers, Cronin, Anderson - Fulton (cap.), Raudonikis - Olling, Krilich, Young, Gerard, Reddy, Price - Thompson, Boyd - Entraîneur : Frank Stanton.

#### Test 3
Headingley, Leeds, Angleterre, 18 novembre 1978
Points marqués :
- Grande-Bretagne : 2 essais de John Bevan et Roger Millward.
- Australie : 4 essais de Les Boyd, Geoff Gerard, George Peponis et Tom Raudonikis ; 5 buts de Michael Cronin (5), 1 drop de Bob Fulton.

Composition des équipes
- Grande-Bretagne : Fairbairn - Wright, Joyner, Bevan, Atkinson - Millward (cap.), Nash - Mills, Fisher, Farrar, Nicholls, Lowe, Norton - Holmes, Rose - Entraîneur : Peter Fox.
- Australie : Eadie - Boustead, Rogers, Cronin, Anderson - Fulton (cap.), Raudonikis - Young, Peponis, Morris, Gerard, Boyd, Price - Thompson, Thomson - Entraîneur : Frank Stanton.

### Deux défaites en terres françaises
Stade Albert Domec, Carcassonne, France, 26 novembre 1978
Points marqués :
- France: 1 essai de Michel Naudo, 5 buts de José Moya (5).
- Australie : 2 essais de Michael Cronin et Graham Eadie ; 2 buts de Michael Cronin (2).

Composition des équipes
- France : Tranier - Moya, Laumond, Naudo, Fourcade - Waligunda, Grésèque - Daniel, Malacamp, Castanon, Hermet, Zalduendo, Maïque (cap.) - Entraîneur : Roger Garrigue.
- Australie : Eadie - Boustead, Cronin, Rogers, Anderson - Fulton (cap.), Raudonikis - Young, Peponis, Morris, Gerard, Boyd, Price - Entraîneur : Frank Stanton.

L'arbitre est André Breysse de Provence. La France est entraînée par Roger Garrigue. Sur la pelouse du Stade Albert Domec de Carcassonne , la France remporte son premier succès contre l'Australie depuis 1er novembre 1970 disputé lors de la Coupe du monde. Elle bat l'Australie 13-10 grâce à un essai de Michel Naudo et à la botte de l'ailier de Carcasonne José Moya auteur de cinq buts.
Stadium, Toulouse, France, 10 décembre 1978
Points marqués :
- France: 1 essai de Michel Naudo, 3 buts de José Moya (3), 2 drops de Jean-Marc Bourret et Éric Waligunda.
- Australie : 2 essais de Kerry Boustead et Steve Rogers ; 2 buts de Michael Cronin (2).

Composition des équipes
- France : Tranier - Moya, Laumond, Naudo, Borreil - Waligunda, Castel - Daniel, Malacamp, Castanon, Hermet, Zalduendo, Maïque (cap.) - Bourret, Roosebrouck - Entraîneur : Roger Garrigue.
- Australie : Eadie - Boustead, Rogers, Cronin, Anderson - Fulton (cap.), Raudonikis - Thomson, Hilditch, Young, Gerard, Reddy, Price - Olling, Thompson - Entraîneur : Frank Stanton.

L'arbitre est Pierre Laverny de Bordeaux. la France est entraînée par Roger Garrigue. La France remporte sa série contre l'Australie 2-0 avec un dernier match gagné 11-10 au Stadium de Toulouse devant 6 500 spectateurs. La France est la dernière sélection à avoir battu l'Australie lors d'une série. La France s'impose grâce à un essai de Michel Naudo, à la botte de l'ailier de Carcasonne José Moya et deux drops de l'ouvreur de Lézignan Éric Waligunda et du centre du XIII Catalan Jean-Marc Bourret à trois minutes de la fin.

## Constat pour l'équipe d'Australie
Après avoir remporté sa série d'Ashes contre la Grande-Bretagne, l'Australie subit deux défaites contre la France. Cela a de grosses conséquences sur la fédération australienne qui décide de renouer sa confiance avec l'entraîneur Frank Stanton. Il est alors décidé que l'organisation des tournées est revue pour disputer désormais moins de rencontres permettant une meilleure récupération des joueurs et des tournées moins longues dans le temps. Il est également exigé une neutralité arbitrale, les deux rencontres contre la France ayant été arbitrées par des Français. Par ailleurs, l'Australie remet en question son système et son organisation pour ne plus vivre un nouvel affront.